# سابينه بيرغمان بول
سابينه بيرغمان بول (بالألمانية: Sabine Bergmann-Pohl)‏ ولدت في 20 أبريل، 1946، هي سياسية ألمانية محافظة كانت آخر رئيسة لدولة ألمانيا الشرقية من 5 أبريل إلى 2 أكتوبر 1990، حيث توحدت ألمانيا في 3 أكتوبر 1990.
ولدت في ايسيناج ودرست الطب وانضمت لحزب الاتحاد الديمقراطي المسيحي الألماني "CDU" وهي أول رئيسة منتخبة لألمانيا الشرقية والوحيدة. وهي أول امرأة تنال هذا المنصب وأيضاً الوحيدة، بعد الاتحاد أصبحت وزيرة بلا وزارة. وأصبحت وزيرة فيدرالية للشؤون الخاصة من 1990 إلى1991، وكانت عضو في برلمان ألمانيا تقاعدت منه عام 2002.

## روابط خارجية
- سابينه بيرغمان بول على موقع مونزينجر (الألمانية)